# Tramvajová doprava v Brně (1900–1918)

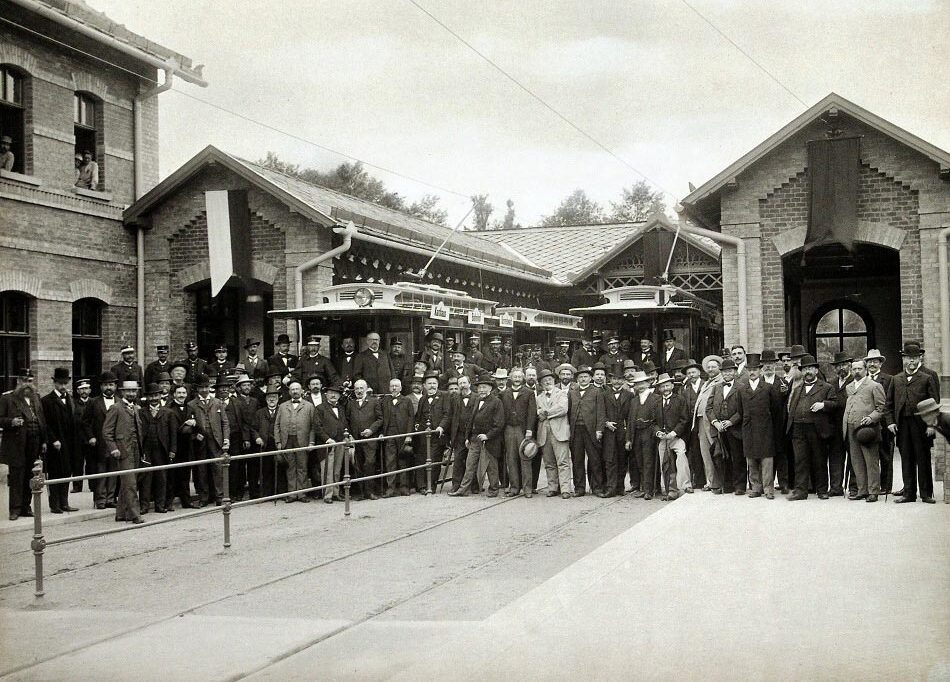
Slavnostní zahájení provozu elektrických tramvají 21. června 1900 v Pisárkách

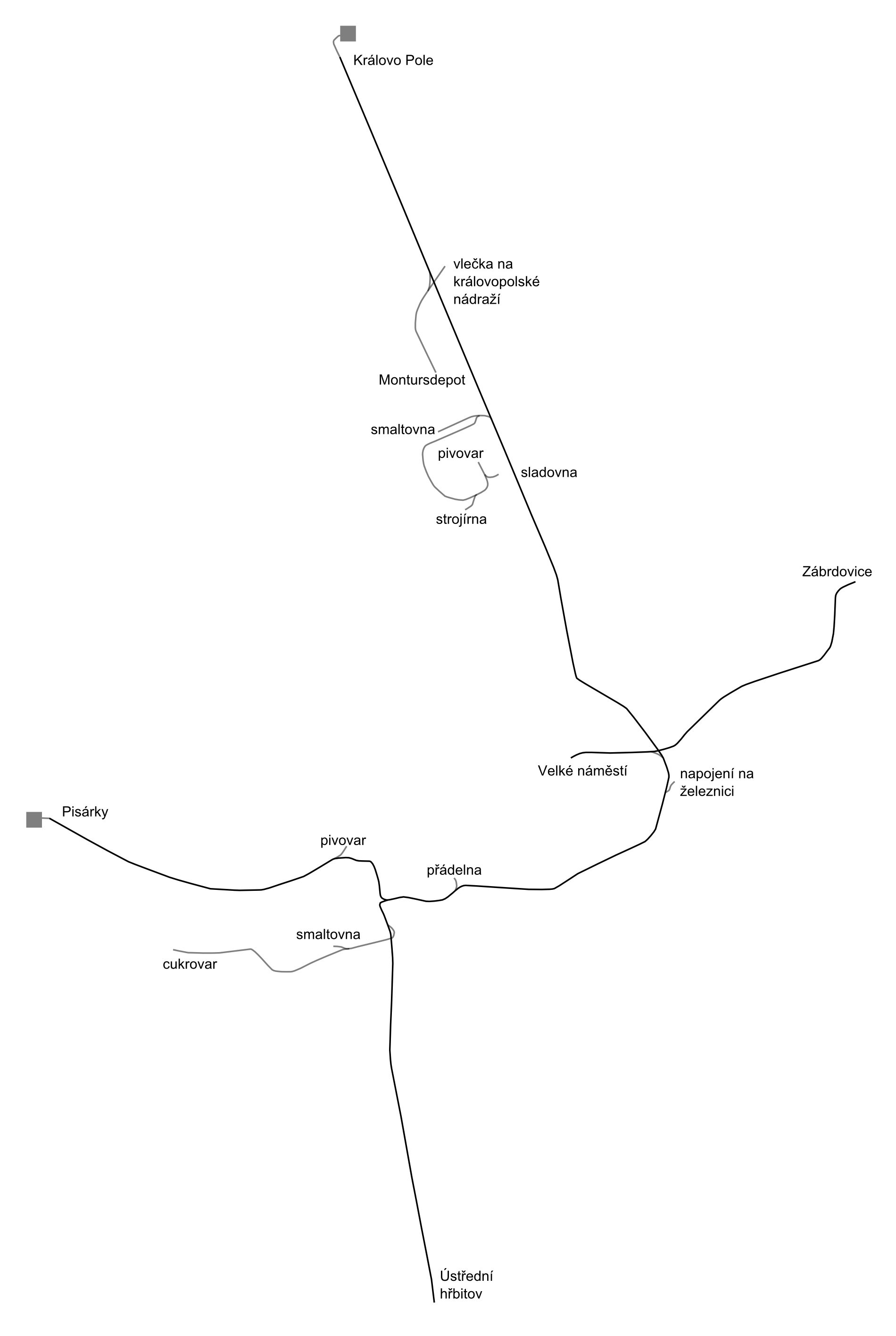
Schéma tramvajové sítě v Brně na konci roku 1900

Tramvajová doprava v Brně v letech 1900–1918 byla obdobím přechodu z parní trakce k elektrickým tramvajím. Zatímco v osobní dopravě byla změna provedena jednorázově v roce 1900, v přepravě nákladní se parní tramvajové lokomotivy v ulicích města objevovaly pod hlavičkou provozovatele MHD, společnosti Gesellschaft der Brünner elektrischen Strassenbahnen, až do roku 1914.
V prvních šesti letech po elektrifikaci dvou tratí původní parní tramvaje byla kolejová síť rozšířena do brněnských předměstí, čímž byla položena kostra tramvajové sítě, kterou byly vytyčeny základní směry. V dalších obdobích již byly stavěny pouze prodlužující úseky nebo odbočné větve. V roce 1906 jezdily tramvaje již na pěti linkách, což se nezměnilo až do začátku 20. let 20. století.
V oblasti vozového parku dominovaly v prvních dvou desetiletích tramvaje dodané rakouskou vagónkou ve Štýrském Hradci, objevily se ale i první české vozy ze strojírny Lederer a Porges a vagónky ve Studénce. Většina vlečných vozů byla po nutných úpravách převzata od parní tramvaje.

## Historie osobního provozu

### Elektrifikace a první roky provozu (1898–1906)

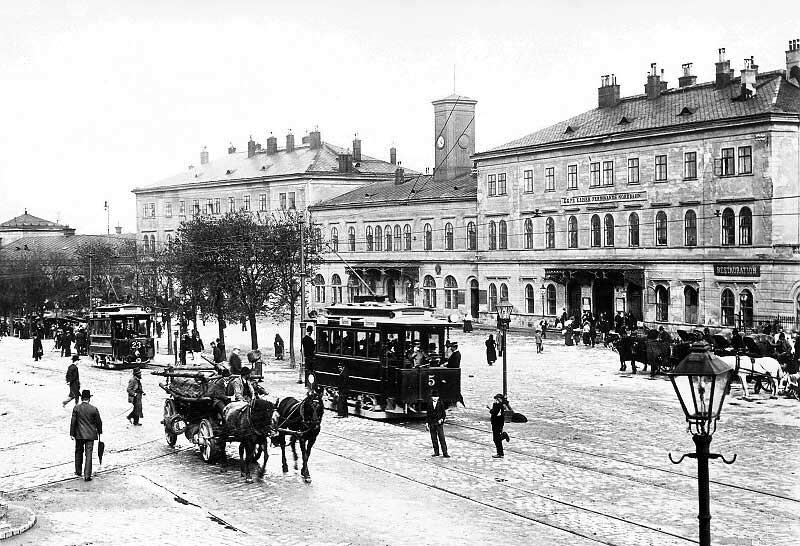
Tramvaje č. 5 a 23 před brněnským hlavním nádražím (v letech 1901 nebo 1902)

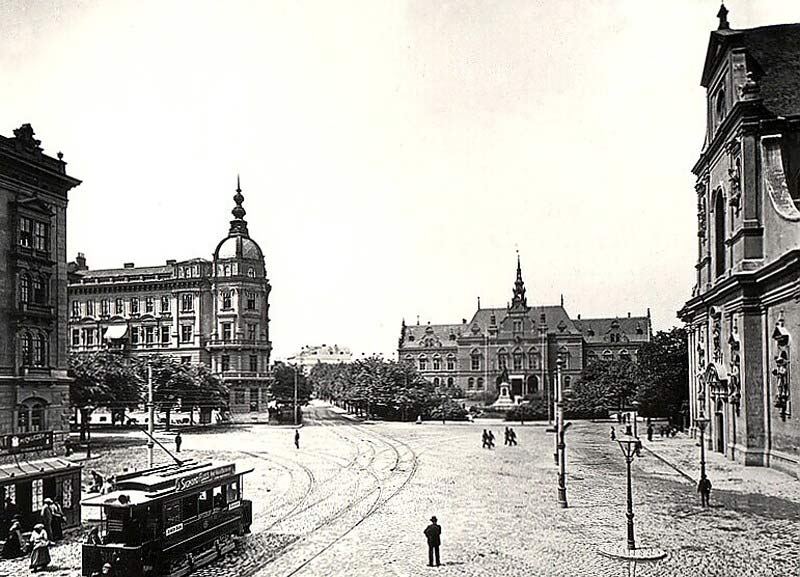
Lažanského náměstí (dnes Moravské) s kolejovou křižovatkou a tramvají v roce 1906

Provozovatel brněnské parní tramvaje, Brněnská společnost místních drah (německy Brünner Local-Eisenbahn-Gesellschaft, BLEG) jednala na konci 90. let 19. století s městem Brnem o elektrifikaci tratí. Nakonec došlo 20. září 1898 k odprodeji dráhy vídeňské firmě Oesterreichische Union Elektrizitäts – Gesellschaft in Wien (OeUEG) za 970 000 zlatých, se kterou Brno 1. prosince téhož roku uzavřelo smlouvu o provozu pouliční dráhy, elektrifikaci tratí a výstavbě nových úseků. OeUEG převzala provoz parní tramvaje 1. ledna 1899; práce na montáži trolejového vedení začaly ještě v témže roce a celá elektrifikace probíhala za běžného provozu parních tramvají. Tehdy také byla přestavěna pisárecká vozovna, kdy bylo zbořeno zchátralé depo a na jeho místě vyrostla cihlová remíza s devíti kolejemi a konečná stanice Schreibwald (dnes Pisárky) obestavěná ze tří stran krytým nástupištěm. Zcela nová vozovna v Králově Poli (tehdy Karthaus), menší stavba se čtyřmi kolejemi, byla zprovozněna při zahájení provozu elektrických tramvají v roce 1900.
3. února 1900 získalo město Brno 50letou koncesi k provozování elektrických tramvají. Podle dokumentu mohly být v nákladní dopravě nadále využívány parní tramvajové lokomotivy a to až do roku 1922. Elektrifikace dvou původních tratí parní tramvaje Pisárky – Nádraží – Královo Pole a Ugartova (dnes Václavská) – Ústřední hřbitov byla dokončena na jaře roku 1900, přičemž 13. května byla uskutečněna technická prohlídka tratí a konaly se také technicko-policejní zkoušky dodaných elektrických tramvají, po nichž následoval zkušební provoz.
Osobní provoz parních tramvají byl ukončen dopoledne 21. června 1900, poslední vlak s oficiálními hosty vyjel v 9 hodin a 10 minut z nádraží do Pisárek, kde se uskutečnilo slavnostní zahájení elektrického provozu. Elektrické tramvaje ihned na to vyjely na původní dvě tratě parní trakce. Rozchod kolejí byl 1435 mm, dvojkolejná byla pouze hlavní trať v úseku Ugartova (Václavská) – Nádraží – Fröbelova (Dřevařská), zbytek sítě byl jednokolejný s výhybnami. Na trati Pisárky – Královo Pole byl zaveden interval 7,5 minuty a jezdila zde „bílá“ linka (čiré sklo ve svítilně), v úseku Ugartova (Václavská) – Ústřední hřbitov jezdily tramvaje na „zelené“ lince v intervalu 15 minut.
Elektrický proud byl zpočátku odebírán z městské elektrárny na Radlase, v jejíž správě se od počátku provozu do roku 1950 nacházely i kabelové trasy a později vybudované měnírny. V elektrárně byla pro napájení elektrických tramvají instalována tři dynama poháněná parními stroji. Ta vyráběla stejnosměrný proud o celkovém výkonu 750 kVA; špičkové nárazy byly kryty akumulátorovými bateriemi s nábojem 610 Ah. Roku 1901 byla elektrárna vybavena výkonnějším strojem, parní turbínou (300 HP) a dynamem (220 kW). Provozní napětí v trolejovém vedení činilo 550 V.
22. září 1900 byla založena akciová Společnost brněnských elektrických pouličních drah (německy Gesellschaft der Brünner Elektrischen Strassenbahnen, GBES), kterou majetkově drželo město Brno, vídeňská OeUEG a berlínská AEG. GBES se na následující roky stala provozovatelem brněnských tramvají.
Již v době zahájení provozu elektrických tramvají probíhala výstavba zcela nových úseků. Jako první byla 6. října 1900 zprovozněna trať Velké náměstí (náměstí Svobody) – Zábrdovice (resp. Zábrdovický most), na které začala jezdit „žlutá“ linka v intervalu 7,5 minuty. V úseku Ovocné náměstí (Malinovského náměstí) – Zábrdovice byla trať dvojkolejná, úsek ve vnitřním městě byl jednokolejný s koncovou výhybnou. Na konci roku 1900 dosáhla tramvajová síť délky 12,2 km (bez vleček nákladní dopravy) a za tento rok (respektive půlrok provozu) bylo elektrickými tramvajemi přepraveno 992 000 cestujících.
2. února 1901 byl zahájen provoz na dvou tratích. Jednalo se o „červenou“ linku v trase Jatky – Nádraží – Velké náměstí (náměstí Svobody) – Lažanského náměstí (Moravské náměstí), kde začínala tzv. velká smyčka, kterou tramvaje protisměrně střídavě projížděly. Smyčka vedla z Lažanského (Moravského) náměstí ulicemi Herlthovou (Brandlovou), Veveří, Tivoli (Jiráskovou), přes Obilní trh a ulicemi Údolní a Joštovou zpět na Lažanského (Moravské) náměstí. Trať byla dvojkolejná kromě úseku po Ferdinandově (Masarykově) a části velké smyčky Herlthova (Brandlova) – Tivoli (Jiráskova) – Obilní trh a linka na ní jezdila v intervalu 5,5 minuty. Druhou novou tratí se stala odbočka z „červené“ linky v ulici Křenové po Dornychu do Komárova k tehdejší poště (dnes přibližně náměstíčko na křižovatce Dornych × Svatopetrská). Zde provozovaná „modrá“ linka jezdila kyvadlově, měla interval 7,5 minuty a na Křenové byl zajištěn přestup na „červenou“ linku.
Protože provoz na tzv. velké smyčce „červené“ linky byl nerentabilní, byla trať po ulici Tivoli (Jiráskově) 2. prosince 1902 zrušena a nově vznikla tzv. malá smyčka (konečná byla pojmenována Krásná vyhlídka) vedoucí z ulice Veveří ulicí Sturmovou (Jana Uhra) na Tivoli (Jiráskovu) a zpět na Veveří. Na trať po ulici Údolní byla prodloužena z Velkého náměstí „žlutá“ linka, která necelý měsíc končila na Obilním trhu. 30. prosince 1902 bylo zprovozněno jednokolejné prodloužení do Úřednické (Masarykovy) čtvrti ke křižovatce s ulicí Liliovou (Všetičkovou).
Další nová trať byla otevřena 12. července 1903. Tehdy vzniklo dvojkolejné propojení na Lažanského (Moravském) náměstí od kostela svatého Tomáše na trať „bílé“ linky. Odtud nový úsek jednokolejně pokračoval po Kolišti, třídě Františka Josefa (Milady Horákové), Schmerlingově (třídě Kapitána Jaroše), Linhartově (Bartošově) a Sadové (Drobného), kde na kraji parku Lužánky tato trať končila. Začala sem jezdit „modrá“ linka z Komárova přes Velké náměstí (Svobody). 29. října téhož roku byla zprovozněna jednokolejná trať s výhybnami Klášterní (Mendlovo) náměstí – Pekařská – náměstí U Městského dvora (Šilingrovo), kam byla prodloužena „zelená“ linka od Ústředního hřbitova.

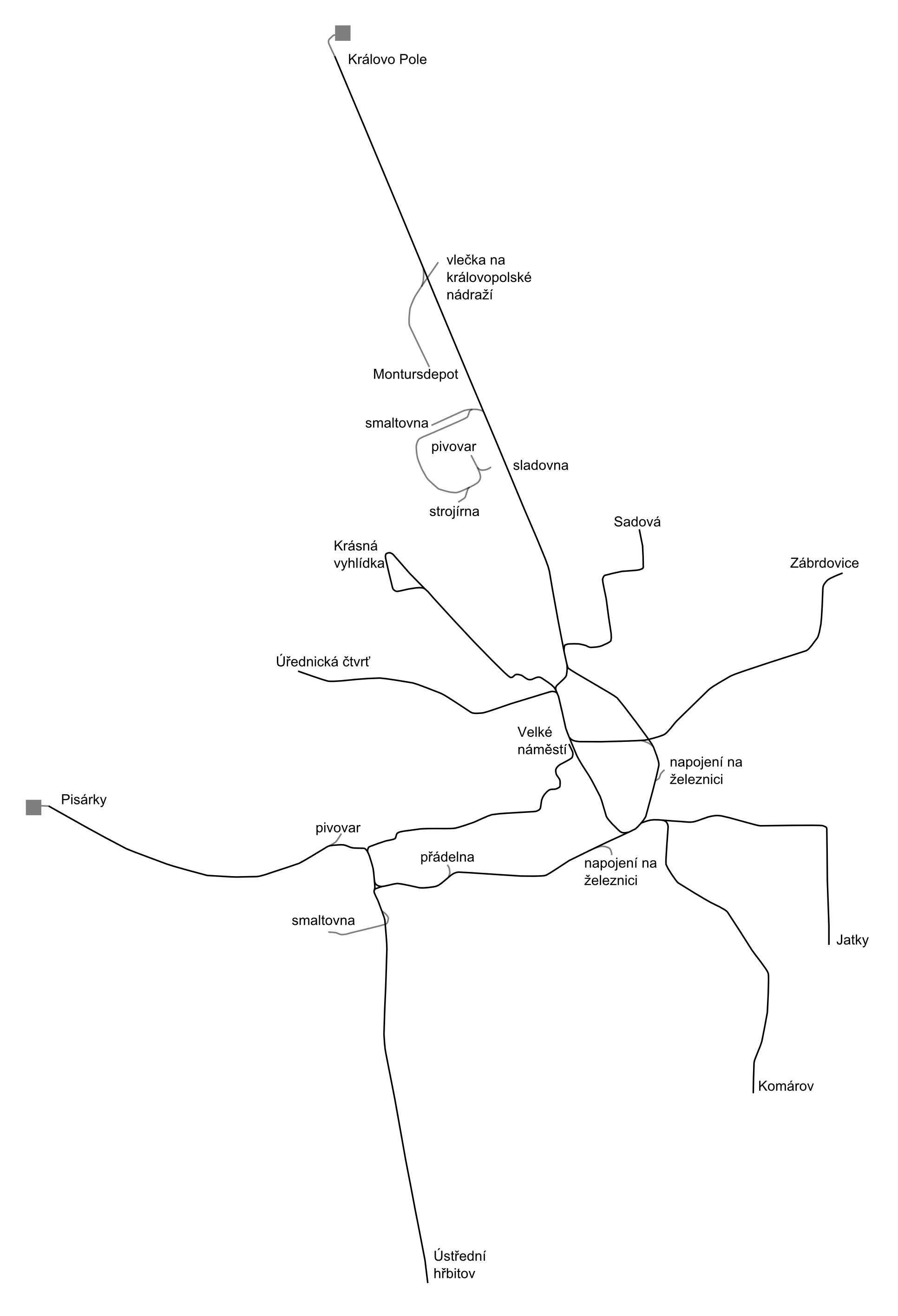
Schéma tramvajové sítě v Brně na konci roku 1906

18. ledna 1906 byla komárovská trať prodloužena o 180 m k Ponávce, dalšímu prodloužení ale znemožnil most s nízkou únosností. 20. července téhož roku došlo ke zprovoznění jednokolejné trati náměstí U Městského dvora (Šilingrovo) – Dominikánská ulice – Velké náměstí (Svobody), kde byly koleje kuse ukončeny u morového sloupu bez návaznosti na ostatní tratě. Tímto činem byl ukončen vývoj brněnské tramvajové sítě před první světovou válkou.
V roce 1906 měla GBES k dispozici celkem 48 motorových vozů, 41 vlečných vozů a čtyři parní lokomotivy pro dopravu nákladních vlaků.
Vedení linek v roce 1906
v závorkách jsou uvedeny současné názvy
- „bílá“: Pisárky – Nádraží (Hlavní nádraží) – Královo Pole (Semilasso)
- „zelená“: Ústřední hřbitov – Klášterní náměstí (Mendlovo náměstí) – Velké náměstí (náměstí Svobody)
- „červená“: Jatky – Nádraží – Velké náměstí – Krásná vyhlídka (Konečného náměstí)
- „žlutá“: Zábrdovice (Zábrdovický most) – Velké náměstí – Úřednická čtvrť (Všetičkova)
- „modrá“: Komárov (Konopná) – Nádraží – Velké náměstí – Sadová (Drobného)

### Příchod krize a první světová válka (1907–1918)

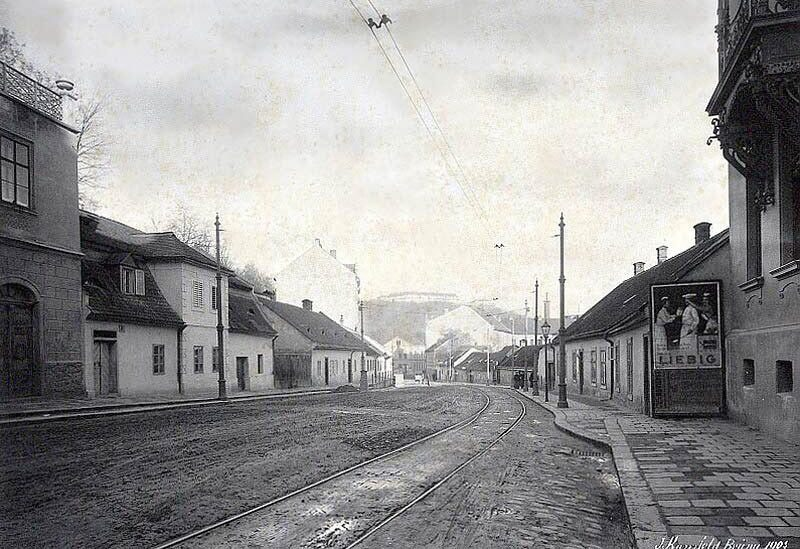
Ulice Hlinky s jednokolejnou tramvajovou tratí, pohled směr pivovar (1907)

První zatěžkávací zkouškou brněnských tramvají byly první dva ročníky Brněnských veletrhů, které se konaly v letech 1907 a 1908. Roku 1907 tramvaje na výstavu za týden přepravily 167 000 návštěvníků.
GBES v těchto letech modernizovaly dílny ve vozovně Pisárky, byla zde především zřízena elektrotechnická dílna, takže kotvy elektromotorů již nemusely být posílány na převinutí do Vídně. Postupně také byly rekonstruovány tramvajové tratě. V roce 1909 došlo k pokládce druhé koleje v úseku Pisárky – Ugartova (Václavská), o rok později byla zprovozněna druhá kolej v ulici Ferdinandově (Masarykově) a roku 1913 i v Kobližné ulici. V roce 1910 byla otevřena první tramvajová smyčka v Brně (nepočítaje blokovou smyčku na Krásné vyhlídce) na konečné v Pisárkách. V tomto roce přepravily elektrické tramvaje celkem 7 336 000 cestujících.
Od roku 1913 odebíralo město elektřinu z elektrárny v Oslavanech, takže městská elektrárna na Radlase byla zrušena a v její budově byla zřízena usměrňovací stanice (měnírna) pro tramvajovou dráhu, která byla vybavena motorgenerátorem (800 HP, 2000 V stř.) a dynamem (500 kW). Dne 11. března 1913 bylo zrušeno označení linek barevnými světly, které bylo nahrazeno číselným označením: „bílá“ → č. 1, „zelená“ → č. 2, „červená“ → č. 3, „žlutá“ → č. 4, „modrá“ → č. 5. Dne 9. května toho roku bylo zprovozněno vzájemné propojení tratí z Dominikánské a Kobližné ulice na Velkém náměstí (Svobody), úsek po Zámečnické ulici na Dominikánské náměstí byl také zdvojkolejněn. Na konci roku 1913 bylo provozu 54 motorových a 41 vlečných vozů, které byly doplněny třemi elektrickými a jednou parní lokomotivou pro nákladní dopravu.
Postupně ale se sociálními problémy a nezaměstnaností přišly hospodářské problémy, takže v roce 1912 skončila GBES v deficitu. Výrazný byl především propad prodeje dělnických jízdenek, nakonec proběhla ve společnosti i dvoudenní stávka zaměstnanců. Společnost proto pozměnila tarif, po dohodě s městem byly firmě poskytnuty i určité finanční úlevy. I přes to se však situace nezlepšila a Brno začalo jednat s rakouskou firmou Oesterreichische Elektrizitäts Lieferungs Aktiengesellschaft (OeELAG) o převzetí provozu. Smlouva s touto společností byla nakonec podepsána a OeELAG převzala GBES a s ní veškerou tramvajovou dopravu v Brně 7. září 1914.
Po zahájení první světové války a mobilizaci rakousko-uherské armády musela většina pracovníků odejít na frontu a jejich místa zaujali vysloužilí zaměstnanci, mládež a ženy, které do té doby v tramvajové dopravě nepracovaly.
Pro rozvoz raněných, kteří byli do Brna z válečných oblastí přiváženi vlaky, byly prodlouženy stávající tratě k lazaretům. Pro tento účel byly upraveny tři motorové a šest vlečných vozů, později k nim přibyly další tři vlečné. Vznikly tak celkem tři soupravy jednoho motorového a tří vlečných vozů, které za celý průběh války převezly 104 000 raněných vojáků. Úpravy tramvají spočívaly v odstranění okenních rámů a sedadel, instalací nosítek a zakrytí boků plachtami s červenými kříži. Po válce byly vozy po uvedení do původního stavu zařazeny zpět do běžného provozu.
Jako první bylo 24. října 1914 zprovozněno jednokolejné prodloužení trati po ulici Veveří, od Krásné vyhlídky k areálu České techniky (dnes fakulta stavební VUT v Brně), kde byl zřízen jeden z lazaretů. Při této příležitosti byla položena druhá kolej v ulici Veveří z Herlthovy (Brandlovy) ke Krásné vyhlídce. Na nový úsek nebyla prozatím prodloužena pravidelná linka. 21. ledna 1915 byla trať od České techniky jednokolejně prodloužena dále po ulici Veveří až k ulici Laudonově (Tábor), kde se nacházel další lazaret. Tehdy sem byla prodloužena linka č. 3 z Krásné vyhlídky, kde nadále v blokové smyčce končila polovina spojů. Od 16. března toho roku přestala být tato smyčka využívána a později zrušena.
Druhou postavenou tratí se v roce 1915 stala vlečka z konce zábrdovické tratě přes Zábrdovický most k dnešní Vojenské nemocnici. Nikdy zde nebyla provozována běžná doprava a po válce byla vlečka zrušena. V souvislosti s tímto úsekem byla 4. října 1915 otevřena spojka na Nádražní (dnes Benešově) za Doretovým palácem (palác Morava), která umožnila jízdu tramvajových souprav od nádraží do Zábrdovic, neboť na dnešním Malinovského náměstí neexistoval kolejový oblouk pro tento směr. Poslední „lazaretní vlečkou“ se stala 28. července 1915 vlečka z Nové (Štefánikovy) ulice po ulici Aspernské (Domažlické), kde v místě dnešní křižovatky s Chodskou ulicí končila u provizorního vojenského lazaretu. Tato trať byla zrušena ve 20. letech 20. století.
I přes zvyšující se počet cestujících, který stoupl z 10 875 000 v roce 1914 na 26 288 768 o tři roky později, se hospodářské podmínky provozovatele zhoršovaly a ten hleděl především na svůj zisk. Brněnským tramvajím nepomohla ani ministerská nařízení, která nařizovala sběr barevných kovů pro výrobu nábojnic. Měděné trolejové vedení tak muselo být nahrazeno železným a do sběru se dostaly i takové součástky, jako mosazné desky kontrolérů či ozdobná kování vozidel. Nedostávalo se náhradních dílů ani kvalifikovaného personálu v dílnách a tak navzdory zvyšujícímu se počtu přepravených osob, byla většina tramvají odstavená jako neschopné provozu. Postupně byl zvyšován interval jednotlivých spojů a v roce 1918 se z důvodu nedostatku vozidel v osobním provozu dokonce objevily i čtyři nákladní elektrické tramvajové lokomotivy. Tramvajový provoz na konci války byl již zcela nepravidelný.
Jedinými většími stavebními pracemi během druhé poloviny první světové války bylo zdvojkolejnění nejdůležitějších úseků kvůli již zmíněnému nárůstu dopravy. Druhá kolej se tak v roce 1916 objevila v úsecích Fröbelova (Dřevařská) – oděvní skladiště a Jezdecká kasárna – Královo Pole na lince č. 1 a roku 1918 na lince č. 2 ve Vídeňské ulici zřejmě od Svratky k ulici Celní.
Na konci roku 1918 bylo ve stavu 57 motorových vozů, 53 vlečných vozů a čtyři elektrické lokomotivy pro dopravu nákladních vlaků. Délka sítě dosáhla 23 km včetně nákladních vleček.
Vedení linek v roce 1918

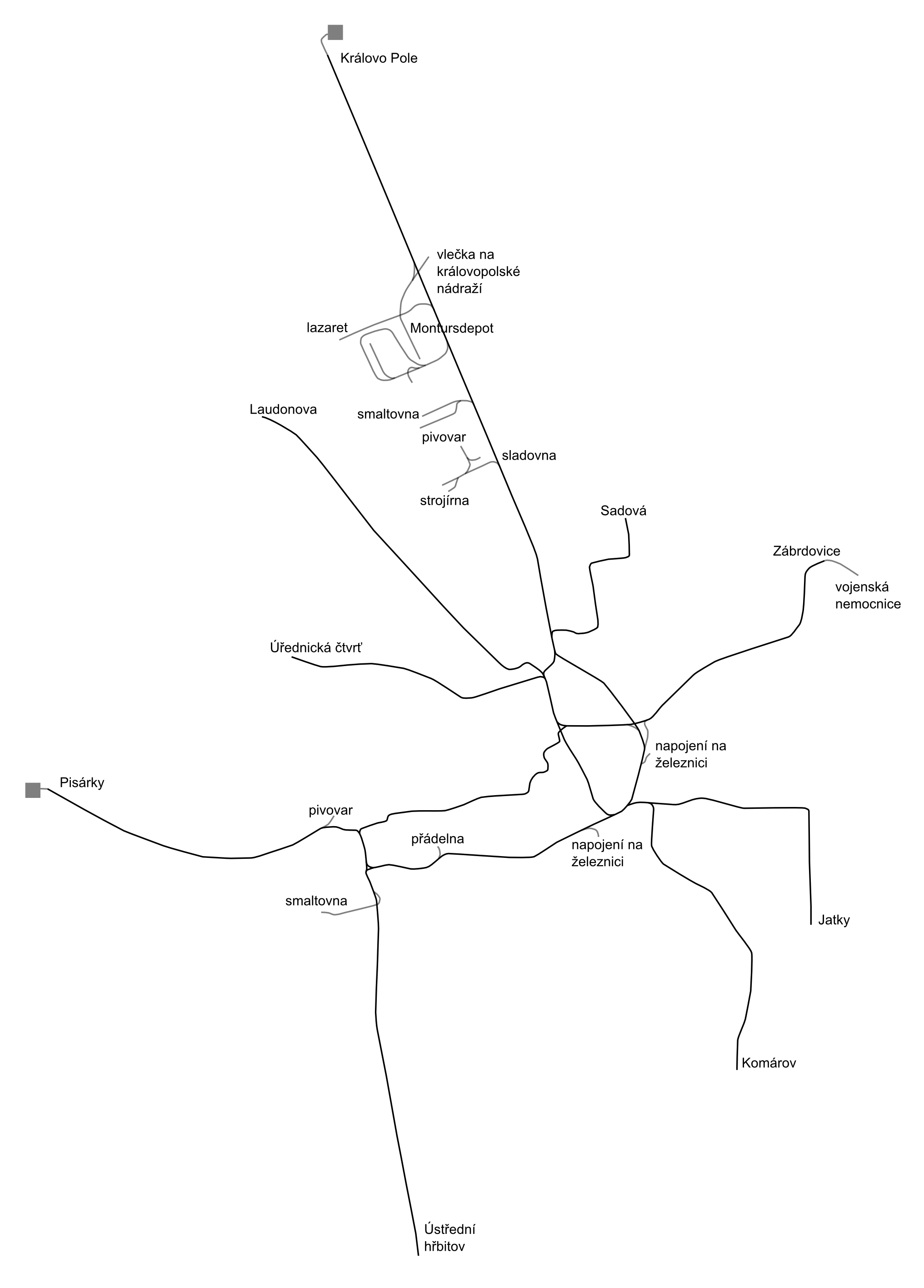
Schéma tramvajové sítě v Brně na konci roku 1917

v závorkách jsou uvedeny současné názvy
- 1: Pisárky – Nádraží (Hlavní nádraží) – Královo Pole (Semilasso)
- 2: Ústřední hřbitov – náměstí Gregora Mendela (Mendlovo náměstí) – náměstí Císaře Františka Josefa (náměstí Svobody) – Zábrdovice (Zábrdovický most)
- 3: Zábrdovice – náměstí Císaře Františka Josefa – Laudonova (Tábor)
- 4: Jatky – Nádraží – náměstí Císaře Františka Josefa – Úřednická čtvrť (Všetičkova)
- 5: Komárov (Konopná) – Nádraží – náměstí Císaře Františka Josefa – Sadová (Drobného)

### Jízdné a odbavování cestujících
Odbavování cestujících prováděli v brněnských tramvajích od počátků provozu průvodčí.
Při zahájení provozu elektrické tramvaje v roce 1900 byl schválen stanicový přestupní tarif. Cestující za jízdu do vzdálenosti osmi zastávek zaplatil za jízdenku 10 haléřů, delší jízda nebo jakákoliv jízda s přestupem stála dvojnásobek, přičemž ceny byly stejné v pracovní dny, v neděli i ve svátky. Byly ale zavedeny zlevněné dělnické a žákovské jízdenky.
15. dubna 1903 vstoupil v platnost nový, pozměněný tarif. Byla zrušena vzdálenost osmi zastávek i rozdíly v přestupech, od toho dne stála jakákoliv jízda bez přestupu nebo s přestupem 12 haléřů. V neděli a ve svátky odpoledne stála jízdenka 16 haléřů. V roce 1907 byly prodávány první měsíční předplatní jízdenky (za 10 korun) a od dva roky později bylo jízdné zdraženo.
Od 1. srpna 1911 byl zaveden zcela nový, pásmový tarif. Celá tramvajová síť byla rozdělena do 25 pásem, každé takové pásmo tvořil určitý úsek trati o délce přibližně 800–1000 m. Jízda ve dvou sousedních pásmech stála 12 haléřů, ve třech až pěti sousedních pásmech 16 haléřů a ve více než pěti sousedních pásmech 20 haléřů. V neděli a o svátcích bylo jízdné jednotné bez ohledu na vzdálenost 20 haléřů. Děti do 130 cm platily ve všední dny jednotně 10 haléřů.
Tento typ tarifu vydržel v brněnských tramvajích do roku 1941, byly samozřejmě upravovány ceny, typy jízdenek a i rozšiřován počet pásem s ohledem na pozdější výstavbu nových tratí. V polovině roku 1918 stála jízda v maximálně čtyřech sousedních pásmech 14 haléřů (dvoupásmová jízdenka už neexistovala), jízdné v pěti a více pásmech stálo 24 haléřů a v neděli cestující bez ohledu na počet pásem zaplatili za jízdu 28 haléřů.

## Nákladní doprava

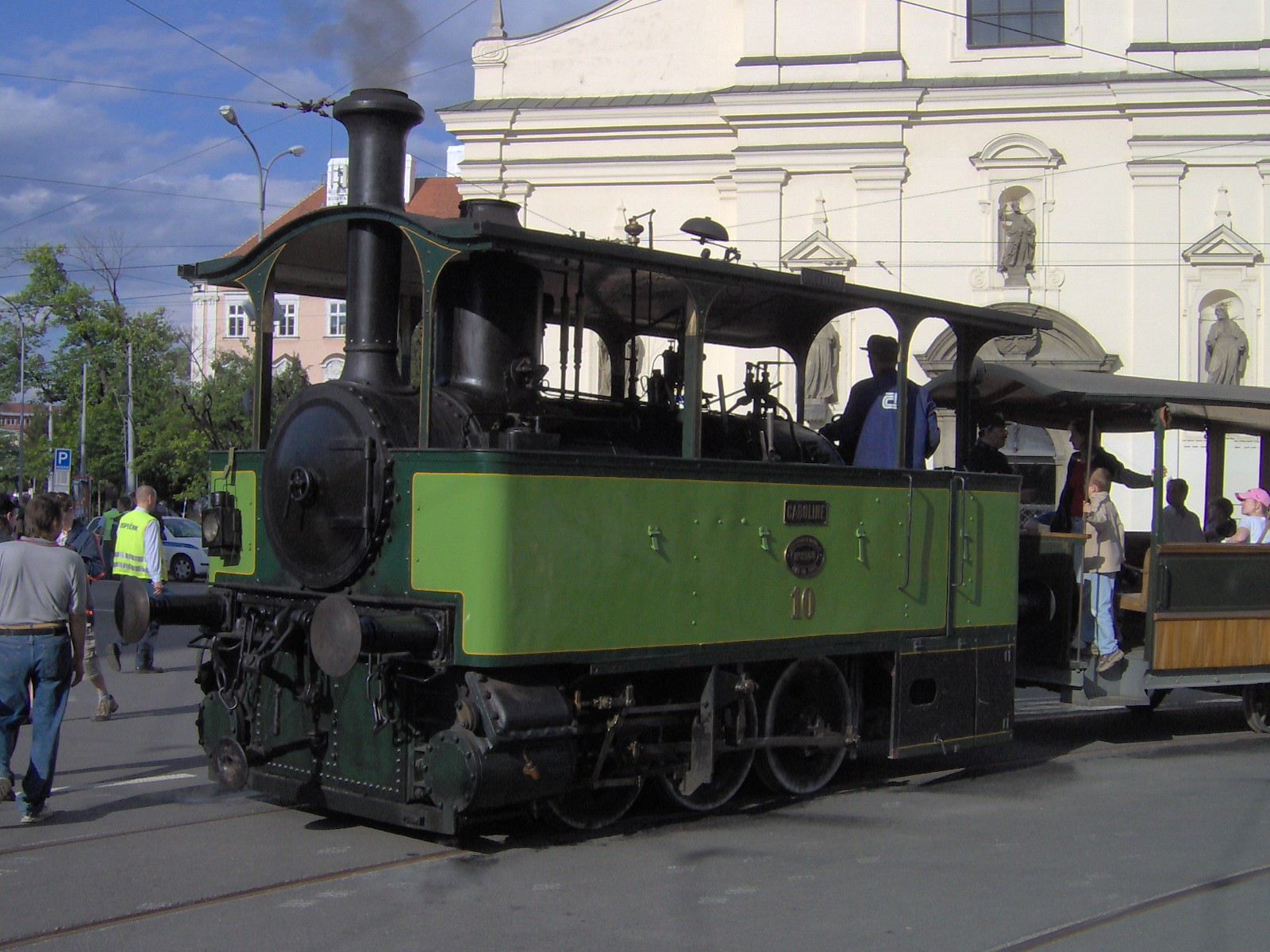
Zachovaná parní lokomotiva Caroline využívaná v nákladní dopravě do roku 1914 (stav 2006)

Zatímco v osobní dopravě nahradily 21. června 1900 elektrické tramvaje parní trakci, nákladní dopravu nadále vykonávaly parní tramvajové lokomotivy. Tato doprava spočívala především v přepravě železničních vagónů z nádraží ulicemi města na vlečky (postavené v éře parních tramvají) jednotlivých podniků. GBES po roce 1900 používala čtyři lokomotivy, další stroje zůstaly zpočátku zachovány jako záložní, v dokumentech z let 1905 a 1906 již o náhradních lokomotivách není ani zmínka.
Roku 1906 vyhořel cukrovar, který se nacházel v areálu dnešního brněnského výstaviště. Po požáru již nebyl obnoven, proto byla zrušena k němu vedoucí vlečka podél Svratky po Poříčí od smaltovny bratři Gottliebové & Brauchbar.
V roce 1908 byly zakoupeny první dvě elektrické lokomotivy zprovozněné následujícího roku. Při této příležitosti byly dvě parní lokomotivy vyřazeny a byly elektrifikovány vlečky do starobrněnského pivovaru, do smaltovny bratři Gottliebové & Brauchbar a vlečkový systém v okolí dnešních ulic Hrnčířská a Kotlářská, který byl rozpojen na dvě samostatné části, neboť byl zrušen táhlý oblouk vedoucí dnešní Botanickou ulicí. Roku 1908 byla rovněž zatrolejována spojka z Nádražní třídy (Benešovy) do železničního seřadiště v místech dnešního starého autobusového nádraží před Grand hotelem.
V roce 1909 dodaná třetí elektrická lokomotiva byla zařazena do provozu v roce 1910. Předposlední parní lokomotiva byla vyřazena v roce 1912, kdy byla elektrifikována druhá spojka na železnici ve Skeneově (Nádražní) třídě. Tento spojovací oblouk byl zprovozněn 7. května 1906 a vedl z prostoru dnešní tramvajové zastávky Nové sady do místa dnešního 6. nástupiště stanice Brno hlavní nádraží.
Poslední parní tramvajová lokomotiva č. 10 se jménem Caroline (dnes zachovaná jako provozní exponát Technického muzea) obsluhovala poslední neelektrifikovanou vlečku do přádelny Löw-Beer v Silniční (Hybešově) ulici. K jejímu zatrolejování došlo v roce 1914, kdy byla Caroline také odstavena.
5. srpna 1915 byla objednána poslední, čtvrtá elektrická lokomotiva. Její dodání bylo předpokládáno na rok 1917, v roce 1916 ale ministerstvo války nařídilo výrobu zastavit. Po několika urgencích ze strany provozovatele tramvajové dopravy byla dokončena a v červenci 1917 dodána alespoň mechanická část. Elektrickou výzbroj zastavěli do lokomotivy sami pracovníci tramvajových dílen. Stroj byl zprovozněn v roce 1918.

### Vojenské vlečky
První vlečka ve vojenském výstrojním skladu (tzv. Montursdepot) byla zprovozněna již v roce 1887 a první dva roky zde dopravu obstarávaly lokomotivy brněnské parní tramvaje (BLEG). Roku 1889 byla postavena klasická železniční vlečka spojující Montursdepot dnešními ulicemi Kartouzskou a Antonína Macků s nádražím v Králově Poli a přepravu převzala Rakouská společnost státní dráhy (StEG), přičemž stroje BLEG zde nadále příležitostně vypomáhaly.
V roce 1915 zde začala vznikat další vlečka z Nové (Štefánikovy) ulice po ulici Radetzkého (Šumavskou) do objektů oděvního (výstrojního) skladu a Rakouské společnosti pro dodávku sukna pro c. k. armádu. Pro tyto účely si Vojenský stavební dozor v roce 1915 pronajal odstavenou parní lokomotivu Caroline, kterou 8. října téhož roku nakonec odkoupil a postavil pro ni výtopnu. Caroline zde posunovala nákladní vozy, tahala je přes město na nádraží a zpět vozila jiný náklad. Obsluhovala též železniční vlečku na královopolské nádraží a vypomáhala v rozvozu tramvajových vlečných vozů s raněnými vojáky do lazaretů.

## Vozový park

### Motorové vozy
Vozy č. 1–41

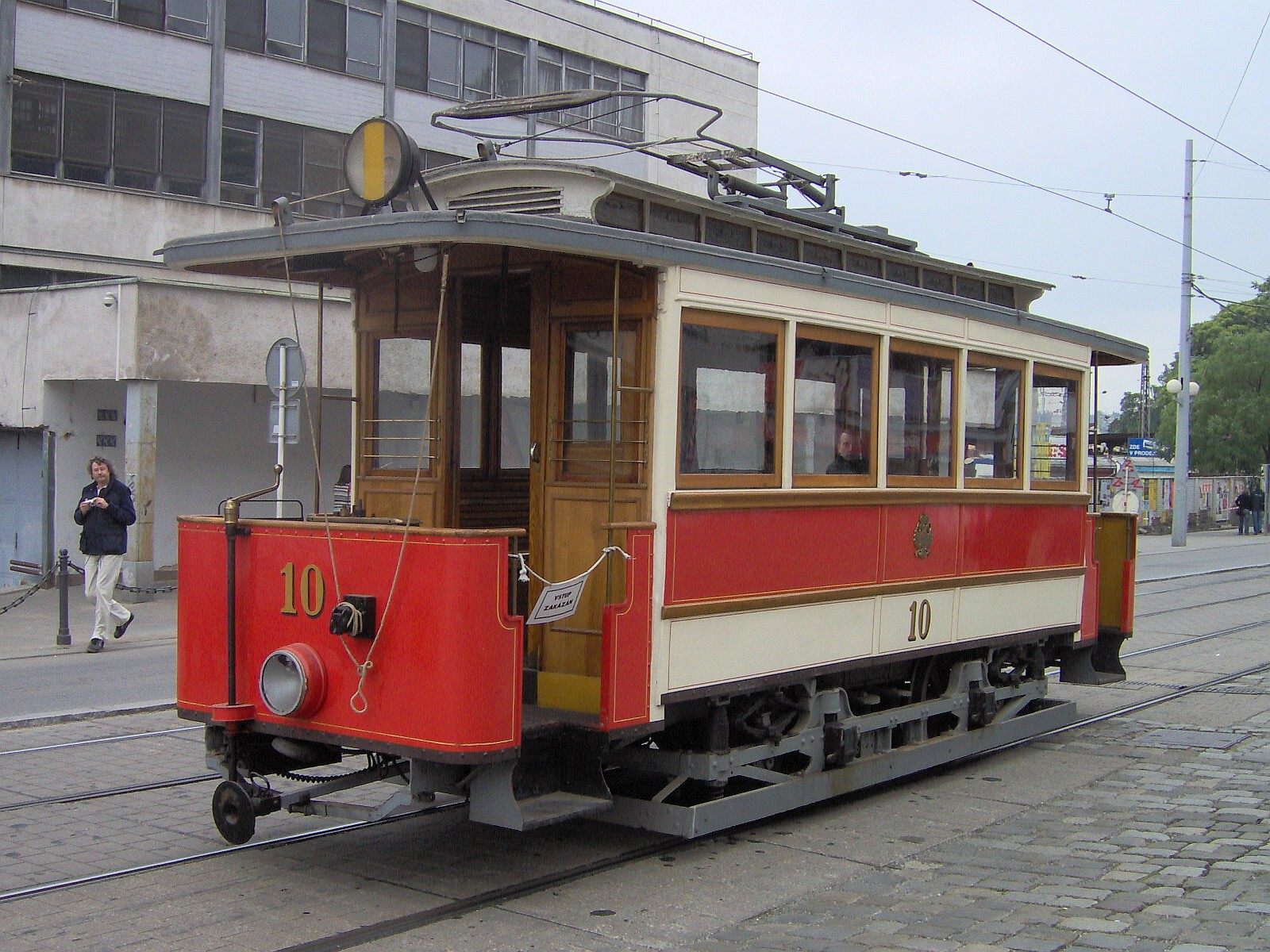
Historická tramvaj č. 10 (stav 2009)

Pro zahájení provozu elektrické trakce v Brně byl zakoupeno celkem 41 motorových vozů, které byly označeny čísly 1–41. Do provozu byly zařazovány postupně, neboť roku 1900 jich jezdilo pouze 27 a až v roce 1903 bylo v provozu všech 41 vozů. Jednalo se o výrobky rakouské vagónky Grazer Waggon- & Maschinen-Fabriks-Aktiengesellschaft ze Štýrského Hradce z let 1899 a 1900. Tramvaje byly tehdy obvyklé konstrukce, s ocelovým roštem a dřevěnou kostrou skříně, která byla vně oplechovaná a ve spodní části obložená pásem dřevěných peřejek. Byly to dvounápravové obousměrné vozy s otevřenými plošinami.
Elektrickou výzbroj dodala přímo firma OeUEG, provozovatel brněnských tramvají a jinak též rakouská elektrárenská společnost. Vozy byly vybaveny dvěma sériovými motory GE 58, z nichž každý měl výkon 35 ks, a kontroléry B6-8 s devíti jízdními a sedmi brzdovými (elektrodynamická brzda) stupni. Sběrač proudu byl původně tyčový.
Vozy č. 1–7 byly v po dodání nových tramvají v letech 1903 a 1904 přečíslovány na č. 42–48. V letech 1906–1910 došlo k přelakování všech vozů z původní hnědé barvy na červenobílou.
Do současnosti se dochovala ve sbírce Technického muzea v Brně (TMB) tramvaj č. 10 (rok výroby 1899). Byla renovována v roce 1971 do stavu odpovídajícímu provozu mezi lety 1911 a 1930 (výjimkou je pouze lyrový sběrač dosazený až v polovině 30. let).
Vozy č. 1–7

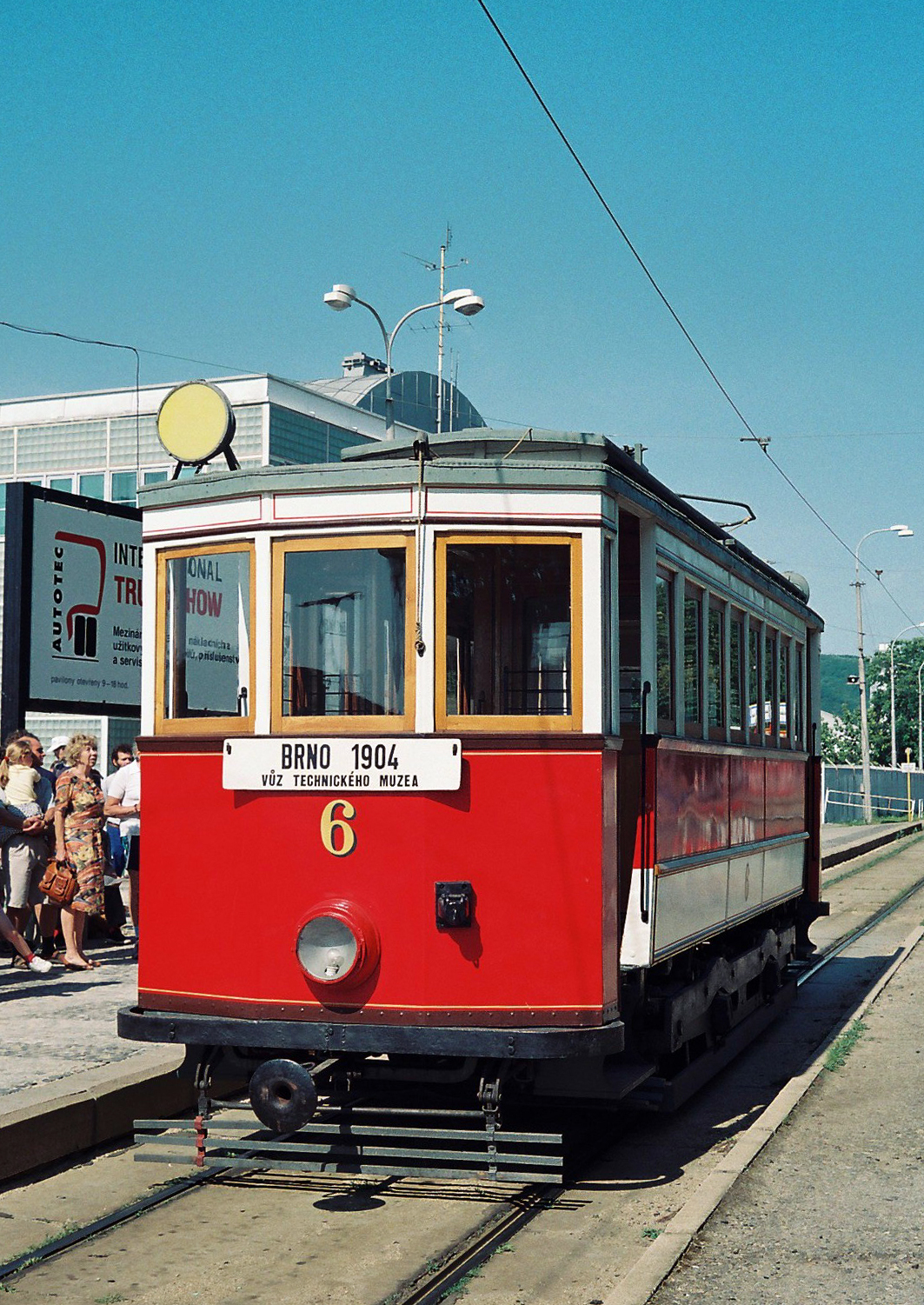
Motorový vůz č. 6 jako historický exponát na oslavách v roce 2000

První posilou vozového parku se stalo sedm motorových vozů dodaných v letech 1903 a 1904 podnikem Brünn–Königsfelder Maschinenfabrik Lederer a Porges (nynější Královopolská) obdobné konstrukce jako vozy č. 1–41. Jednalo se o dvounápravové obousměrné tramvaje, rošt vozu byl ocelový, kostra skříně dřevěná, zvnějšku oplechovaná a ve spodní části obložená pásem dřevěných peřejek. Plošiny byly u vozů č. 1–5 z výroby uzavřeny snímatelnými okny, které byly po dodání odstraněny. Tramvaje č. 6 a 7 měly čela již pevně uzavřena.
Elektrická výzbroj byla shodná s vozy č. 1–41, vyrobila ji rakouská OeUEG. Tramvaje byly vybaveny dvěma sériovými motory GE 58 (každý o výkonu 35 ks), kontroléry B6-8 s devíti jízdními stupni a sedmi stupni elektrodynamické brzdy a tyčovým sběračem proudu.
I u těchto tramvají byla ve druhé polovině první desetiletí 20. století provedena změna původního hnědého nátěru na červenobílý.
Do současnosti byly zachovány jako exponáty TMB tramvaje č. 1 (rok výroby 1903, renovovaná do téměř původního stavu v roce 1969) a č. 6 (rok výroby 1904, renovace do stavu 30. a 40. let 20. století proběhla v letech 1968 a 1969).
Vozy č. 50–55

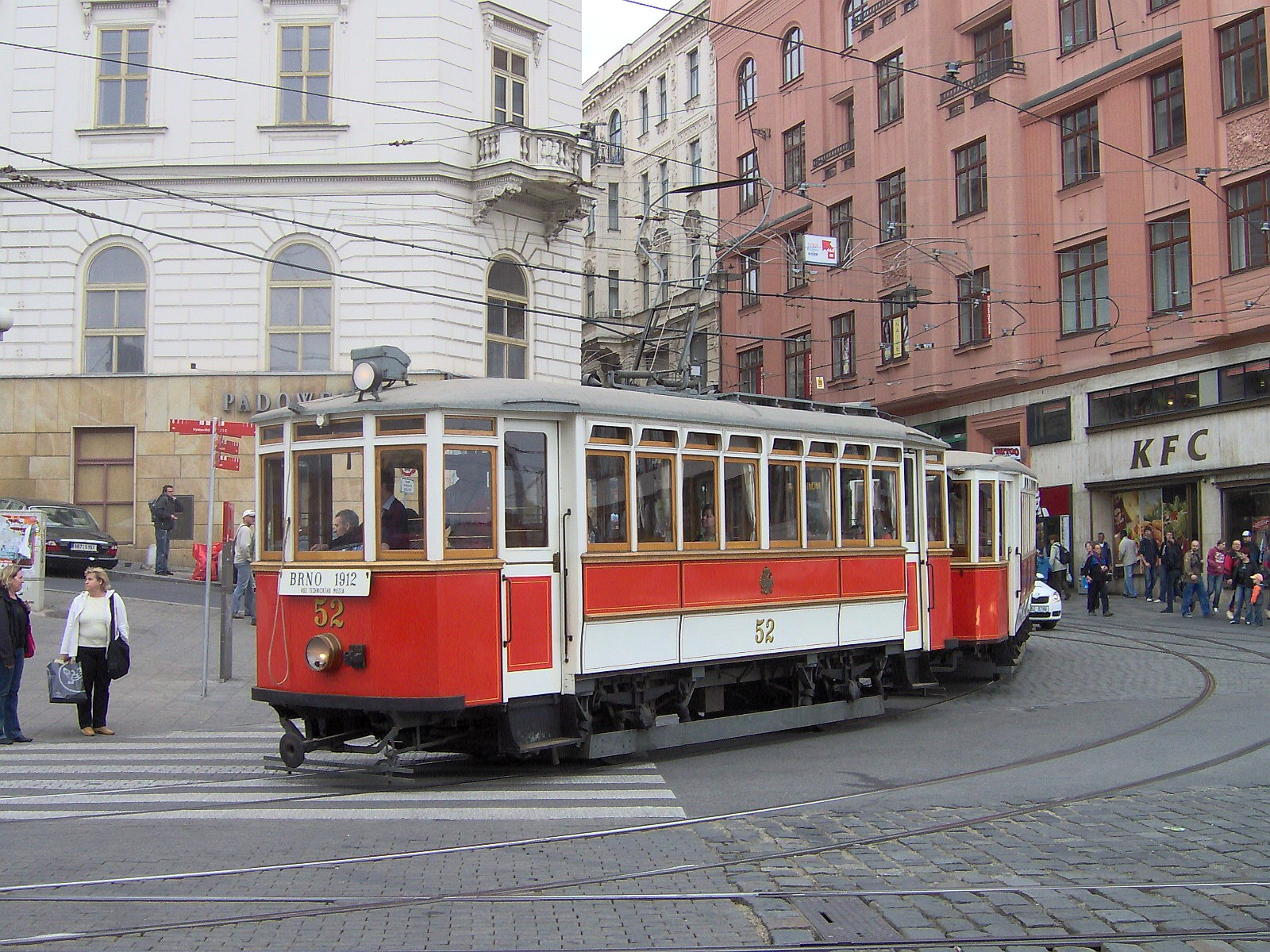
Souprava historické tramvaje vedená vozem č. 52 (stav 2009)

Šest motorových vozů, kterým byla v Brně přidělena čísla 50 až 55, bylo vyrobeno v rakouské vagónce Grazer Waggon- & Maschinen-Fabriks-Aktiengesellschaft v roce 1911 a do provozu zařazeno na jaře následujícího roku. Konstrukce skříně byla na svoji dobu obvyklá, rošt byl svařen z ocelových profilů, kostra byla dřevěná, vně oplechovaná. Plošiny vozu byly zcela uzavřeny, vstupy byly vybaveny posuvnými dveřmi. Novým prvkem byl volnoosý pojezd s nápravami vedenými rozsochami a jednoduchým odpružením.
Elektrickou výzbroj dodala vídeňská firma A.E.G. – Union Elektrizitäts-Gesellschaft, vozy měly dva trakční motory U 104, každý o výkonu 29,5 kW, a kontroléry B6-30 s 11 jízdními stupni.
Jako muzejní exponát je ve sbírce Technického muzea zařazen vůz č. 52 (rok výroby 1911), renovovaný do téměř původního stavu v letech 1972 a 1973.
Vozy č. 56–58
V roce 1915 zakoupil provozovatel brněnských tramvají tři ojeté vozy z dráhy Vídeň–Bratislava. Zde byly označeny řadou CMg a od začátku roku 1914 jezdily na vídeňském městském úseku dráhy o délce 12,5 km. Kvůli menší poptávce cestujících, než jaká byla očekávána, byly tři tramvaje čísel 1602–1604 odprodány v roce 1915 do Brna, kde byly v říjnu toho roku zařazeny do provozu pod čísly 56 až 58. Protože se v Rakousku charakterově jednalo o příměstskou dráhu, měly vozy šířku 2620 mm (obvyklá šířka tramvají byla 2000 nebo 2500 mm), proto mohly v Brně jezdit pouze na hlavní trati Pisárky – Královo Pole, která byla dimenzovaná i pro širší nákladní vlaky s větší šířkou.
Tramvaje vyrobila vagónka ve Studénce (tehdy Staudinger Waggonfabrik) v roce 1913. Po mechanické stránce vozy odpovídaly tramvajím č. 50–55 (ocelový rošt, dřevěná kostra, volnoosý pojezd), rozdíl však byl v podokenní části, kde měly vozy 56–58 obložení teakovými peřejkami, které se stalo pro brněnské tramvaje v první polovině 20. století typické. Design navrhl architekt Otto Wagner. Elektrická výzbroj pocházela od vídeňské A.E.G. – Union Elektrizitäts-Gesellschaft, tramvaje byly vybaveny dvěma trakčními motory U 101 s výkonem 45 kW, kontroléry B6-30 a z výroby pantografem, který byl v Brně nahrazen tyčovým sběračem.
Do současnosti se jako muzejní exponát TMB zachoval vůz č. 57 (rok výroby 1913), který byl v letech 1968 a 1969 renovován do provozní podoby z 30. až 50. let 20. století.
Vozy č. 59–73
15 motorových vozů konstrukce obdobné řadám č. 50–55 a 56–58 bylo provozovatelem GBES objednáno u vagónky ve Štýrském Hradci v roce 1915, jejich dodávka ale kvůli válečným problémům proběhla až roku 1920.

### Vlečné vozy
Vozy č. 60–71

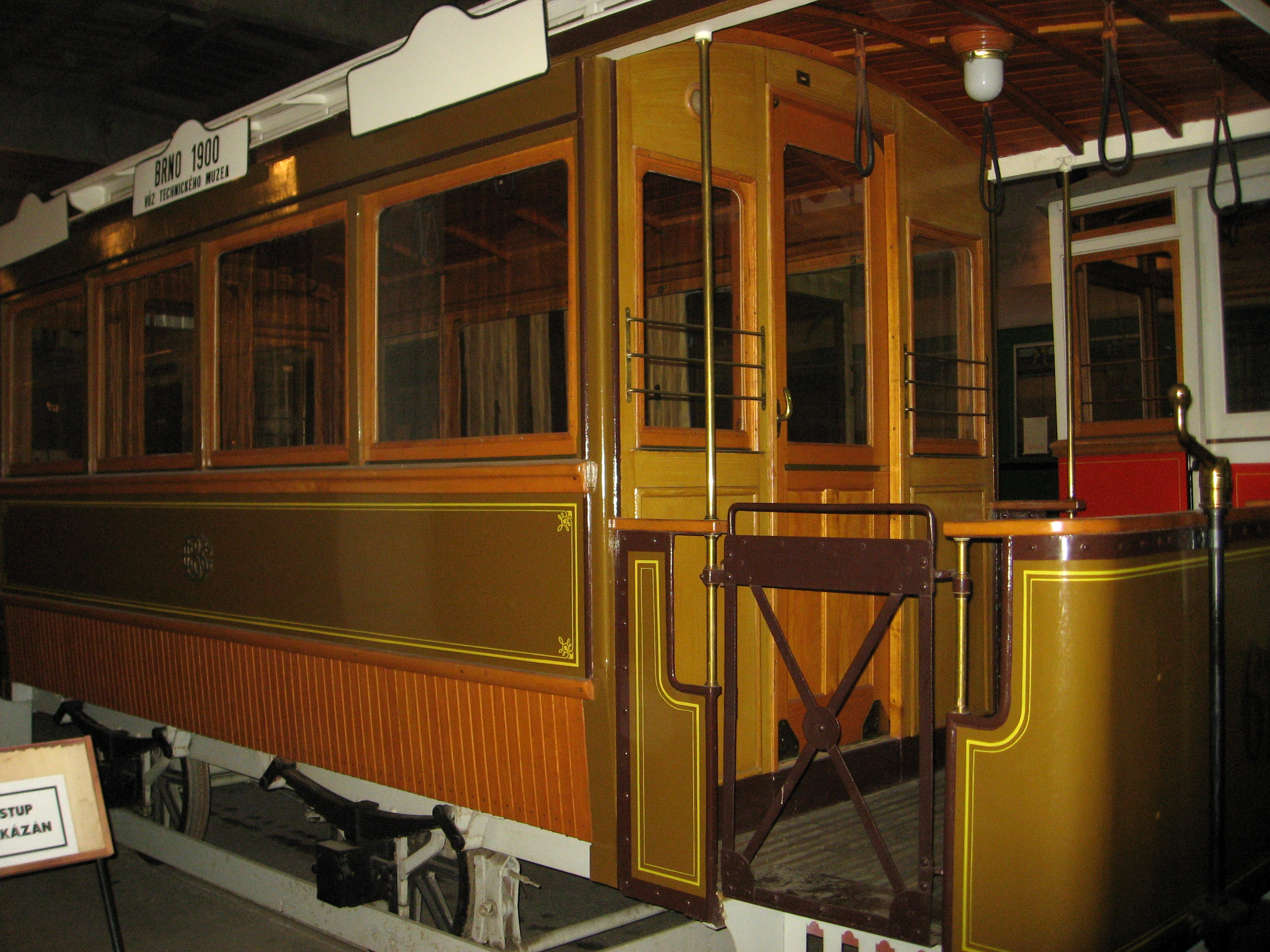
Historický vlečný vůz č. 61 v depozitáři TMB (stav 2008)

Vlečné vozy č. 60–71 byly dodány s prvními 41 motorovými vozy v roce 1900, se kterými byly vzhledově téměř totožné. Jednalo se o obousměrné dvounápravové vlečné vozy a vyrobila je vagónka Grazer Waggon- & Maschinen-Fabriks-Aktiengesellschaft v roce 1900. Při zahájení elektrického provozu 21. června 1900 byly k dispozici první čtyři, zbylých osm bylo zařazeno do provozu na konci září téhož roku.
Rošt vozů byl ocelový, kostra skříně dřevěná, zvnějšku oplechovaná a ve spodní části bočnic obložená pásem dřevěných peřejek. Pojezd byl volnoosý, tramvaje měly otevřené plošiny a byly vybaveny zdržovou brzdou, která mohla být ovládána ručně klikami na plošinách nebo brzdovým proudem z motorového vozu.
Ve sbírce brněnského Technického muzea je zachován vůz č. 61 (rok výroby 1900), který byl v roce 1982 renovován do původní podoby.
Vozy č. 72–100

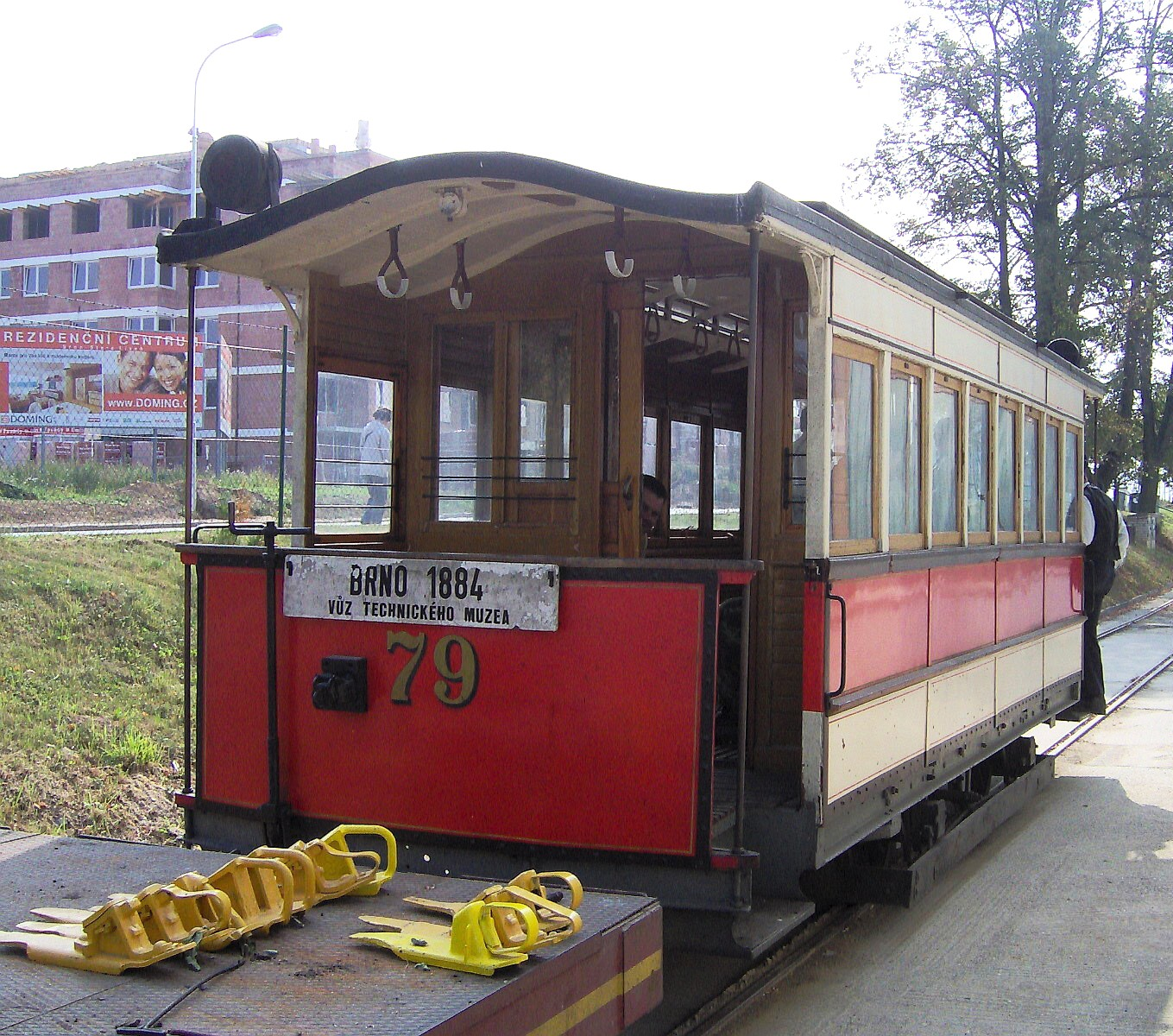
Původně vlečný vůz parní tramvaje renovovaný do provozního stavu elektrické tramvaje č. 79 (stav 2006)

Elektrická tramvaj převzala do svého provozu také vlečné vozy využívané již v době parní tramvaje, které během několika prvních let postupně upravovala pro elektrický provoz. Při těchto adaptacích, které byly prováděny v letech 1901 až 1903, bylo instalováno elektrické osvětlení a především upraveno ovládání brzd.
Jednalo se o osm „zimních“ (uzavřených) vleků z roku 1884 (nově čísla 72–79), 12 „letních“ (otevřených) vozů z roku 1890 (nově čísla 80–91), sedm původních „letních“ vozů druhé koněspřežné tramvaje z roku 1876 (nově čísla 92–98) a dva uzavřené vleky z roku 1896 (nově čísla 99 a 100). Výrobcem vozů č. 72–91 byla rakouská vagónka k.k. priv. Wagen- und Waggonfabrik ze Štýrského Hradce, u vozů č. 92–98 je výrobce neznámý a vozy č. 99 a 100 vyrobil František Ringhoffer, Smíchov.
Tyto „vlečňáky“ byly zařazovány do provozu postupně tak, jak byly upravovány pro elektrický provoz. V prvním desetiletí 20. století jezdily převážně o nedělích a svátcích, kdy byla výrazně větší poptávka cestujících než v pracovních dnech. Šest vozů (č. 92, 93, 95–98) z původní koněspřežné tramvaje bylo v roce 1914 upraveno pro převoz raněných vojáků z nádraží do vojenských lazaretů. Sedmý vůz č. 94 byl tehdy veden jako neprovozní, vyřazen však byl až v roce 1929.
Do současnosti se jako historická vozidla TMB uchovaly vozy č. 79 (rok výroby 1884, renovace v roce 1969 do stavu elektrické dráhy), č. 87 (rok výroby 1890, renovace v roce 1969 do stavu parní dráhy ev. č. 25) a č. 96 (rok výroby 1876, renovace v letech 1972–1975 do stavu koněspřežné dráhy ev. č. 6).
Vozy č. 101–112
Kvůli velkému nárůstu cestujících během první světové války, který stávající tramvaje již nezvládaly, byly v roce 1915 zakoupeny starší ojeté vlečné vozy původně vyrobené v roce 1882 pro koněspřežnou tramvaj ve Vídni, kde byly označeny typem q2 a nesly čísla 1231–1242. Těchto dvanáct malých vleků bylo v Brně označeno čísly 101 až 112 a do provozu zařazeno v červenci 1915.
Jednalo se o uzavřené obousměrné dvounápravové vozy s otevřenými plošinami.

### Ostatní vozidla

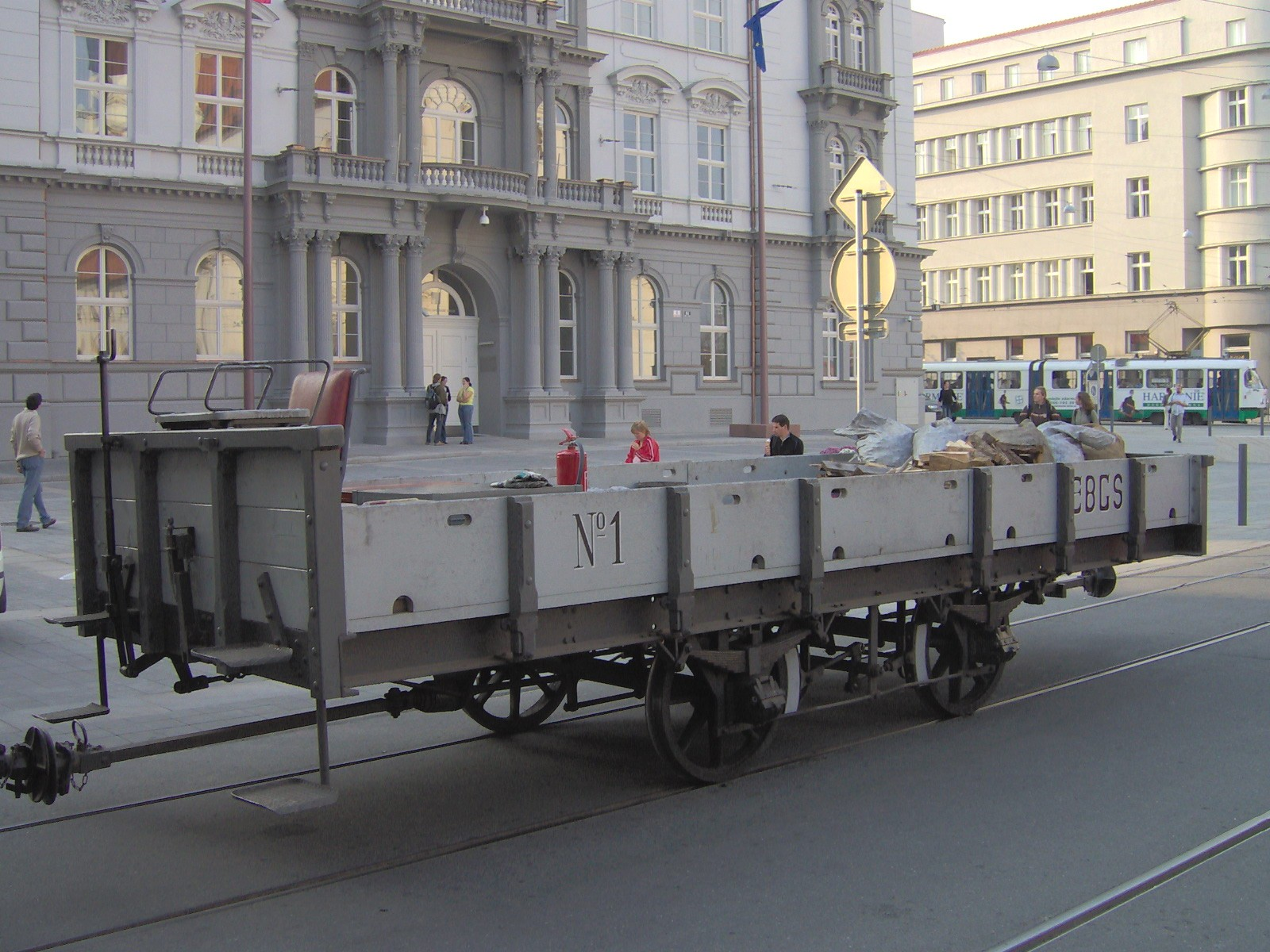
Nákladní vůz s bočnicemi č. 1 jako historické vozidlo (stav 2006)

Jako služební vozidla byly v období let 1900–1918 využívány běžné motorové vozy, přičemž podle vozové knihy byly některé tramvaje dočasně upraveny pro tento účel a do osobní dopravy se vrátily až po celkové opravě.
Vlečný vůz původní koněspřežné tramvaje z roku 1876 č. 2 byl v době stavby trolejového vedení v roce 1900 přestavěn na trolejovou věž.
Pro dopravu nákladních vlaků byly zpočátku využívány parní tramvajové lokomotivy z dob parní dráhy, vyrobené v 80. a 90. letech 19. století v lokomotivce Lokomotivfabrik Krauss & Companie AG v Linci. V roce 1900 bylo převzato osm dosud existujících strojů, používány však byly pouze čtyři (č. 1II, 3II, 6II a 10). Ostatní byly zpočátku vedeny jako záložní, brzy ale byly vyřazeny. Jako poslední dojezdila lokomotiva č. 10 Caroline v roce 1914 a následujícího roku byla odprodána Vojenskému stavebnímu dozoru. V současnosti je provozuschopným exponátem Technického muzea v Brně.
Z provozu parní tramvaje také byly převzaty minimálně dva nákladní vozy s bočnicemi, které vyrobil v letech 1894 a 1897 královopolský Lederer a Porges. Vůz Jn3 z roku 1897 byl přečíslován na č. 1 a do této podoby byl renovován v roce 1993.
V roce 1907 byl ve vlastních dílnách postaven solný vůz s předvěsným pluhem, o rok později předvěsný sněhový pluh.
Roku 1908 byly dodány první dvě dvoupodvozkové čtyřnápravové elektrické lokomotivy, které byly určeny pro nákladní provoz. Byly označeny čísly 1 a 2, vyrobila je vagónka Grazer Waggon- & Maschinen-Fabriks-Aktiengesellschaft, elektrická výzbroj pocházela od firmy AEG Berlin. Shodná třetí lokomotiva byla dodána v roce 1909 a poslední čtvrtá v roce 1917. U této byla elektrická výzbroj do lokomotivy zastavěna až v pisáreckých dílnách.